# Tim Gábor

Tim Gábor (Pásztó, 1991. július 6. –) autóversenyző, gokart és többszörös pályaautós bajnok.

## Pályafutás
Pályafutását gokartozással kezdte. 2006-ban megnyerte a Magyar Gokart Bajnokság K-100-as kategóriáját Archiválva 2020. február 28-i dátummal a Wayback Machine-ben. 2010-ben a Suzuki Swift Kupában a legjobb újoncként harmadik lett, majd 2011-ben meg is nyerte a bajnokságot. 
2012-ben egy Peugeot 407 S2000-es autó volánja mögött rajthoz állt két FIA ETCC futamon, de műszaki hiba miatt nem tudott versenyt befejezni. 2012-ben és 2013-ban a Magyar Gyorsasági Országos Bajnokság versenyein vett részt.
2014-ben indult RCM CUP sorozatban indult, melyet meg is nyert. 2016-ban a nemzetközi Skoda Octavia Cup résztvevője volt, és magabiztosan, hat futamgyőzelemmel nyerte a sorozatot. 
2017-től Rali versenyeken indult. 2017-ben Timár Tamás navigálásával megnyerte a MARB sorozat északi régióját, és országos értékelésben harmadik lett.
2018-ban és 2019-ben a Magyar Rally Országos Bajnokság – Rally2 géposztályában teljes szezont futott. 2018-ban az ötödik lett, majd 2019-ben második egy Opel Adam R2 volánja mögött. 2019-ben sorozatban negyedszer nyerte meg a Szilveszter Rallyen a kategóriáját.
2020-ban újra a pályaversenyzés világába lépett vissza, az utóbbi évek során dinamikusan, nemzetközi sorozattá fejlődött FIA Swift Cup Europe sorozatban kapott lehetőséget. A megrendezett 14 futamból 7 versenyen győzött és 34 pontos előnnyel bajnok lett.
2021-ben megvédte bajnoki címét az FIA Swift Cup Europe bajnokságban. Öt ország hat pályáján zajló nemzetközi sorozat 15 versenyből állt, a bajnokság végét 50 pontos előnnyel zárta.
2022-ben nem talált magának ülést nemzetközi sorozatban. Adomány gyűjtésbe kezdett, melynek köszönhetően a szurkolói összerakták a költségvetést a Clio Cup Europe magyarországi versenyére. A Hungaroringen mutatkozott be az EB mezőnyében. Az első versenyen a 10. helyről kilökték és 25. lett. A második futamon a rajtbalesetben megsérült az autója, de így is a 9. helyen ért célba. A közösségi adományozás folytatódott, és a Red Bull Ringen újra az EB mezőnyében versenyzett Tim Gábor, ám ezúttal már 41 fős volt a mezőny. Az első versenyen újfent kilökték, de a második futamon a 14. rajthelyről egészen az ötödik helyig jött előre.
2023-ban ismét közösségi adományozás segítségével versenyzett, két Clio Cup Europe versenyen indult. Előbb Monzában, ahol sajnos a második versenyen balesetbe keveredett. A Hungaroringen érte el a legnagyobb sikerét a bajnokságban, ahol hetedik lett, a Challengers értékelésben pedig pódiumra állt.
2024-ben kategóriát váltott, az Eset GT Sprint bajnokságban indult egy Lotus Exige V6 Cup-R autóval. A bajnokság összes futamán részt vett és célba is ért a versenyeken. Az első futamokon még a mezőny leggyengébb autójával sok dobogós helyet szerzett, ami év végén kifizetődött. A GTX értékelés harmadik helyét érte el.

## Fontosabb eredmények

### Gokart

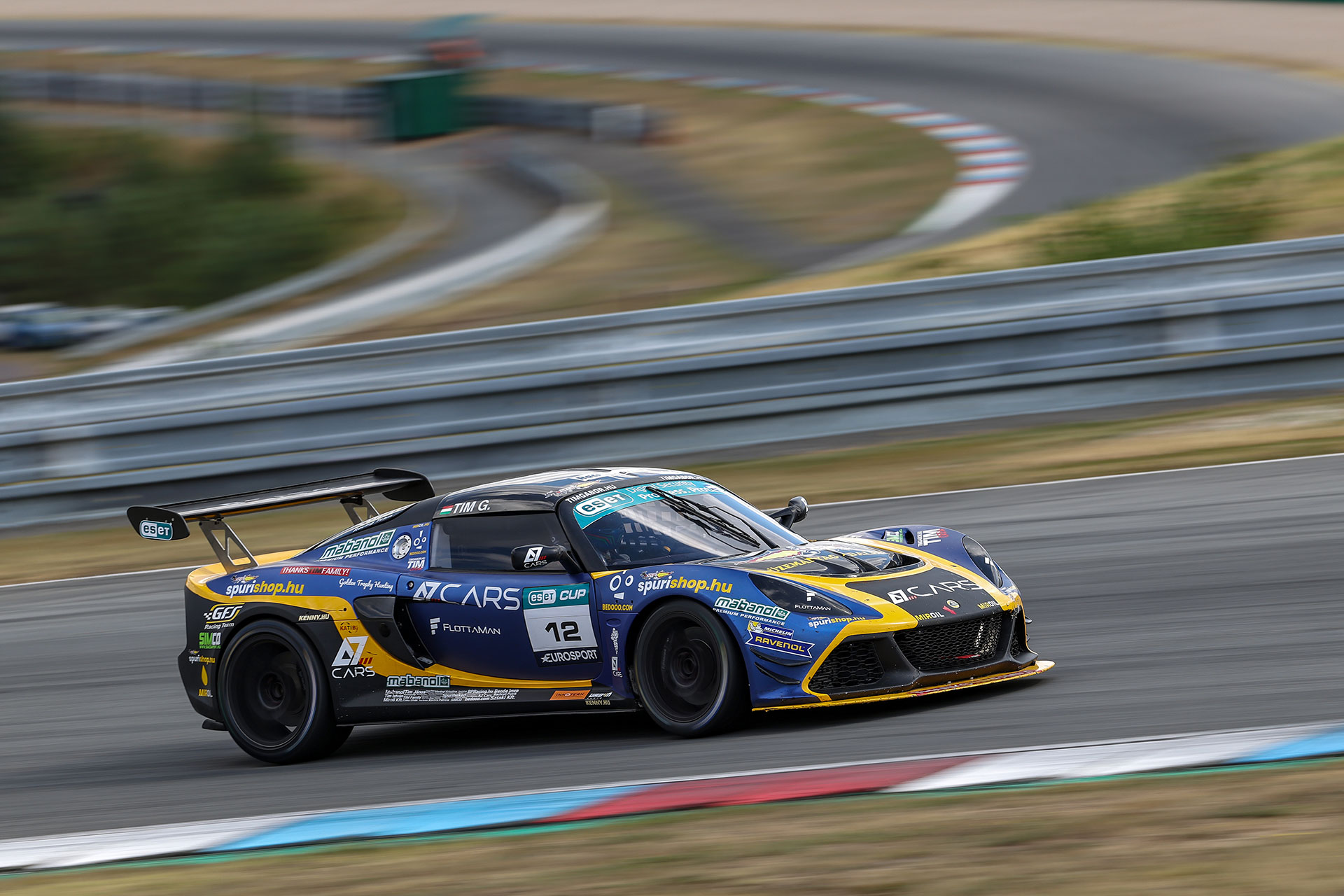

- 2006 – Magyar Gokart Bajnokság K100 kategória – 1. Bajnok Archiválva 2020. február 28-i dátummal a Wayback Machine-ben
- 2009 – Magyar Gokart Bajnokság Rotax Max kategória – 3.

### Pályaverseny
- 2010 – Suzuki Swift Kupa – 3.
- 2011 – Suzuki Swift Kupa – 1. Bajnok
- 2012 – Magyar Gyorsasági Országos Bajnokság F-2000 – 2.
- 2014 – RCM Cup – 1. Bajnok
- 2015 – FIA Swift Cup Europe – 3.
- 2016 – Skoda Octavia Cup – 1. Bajnok Archiválva 2020. március 2-i dátummal a Wayback Machine-ben
- 2020 – FIA Swift Cup Europe – 1. Bajnok
- 2021 – FIA Swift Cup Europe – 1. Bajnok
- 2022 – Clio Cup Europe – Hungaroring 25. és 9. hely | Red Bull Ring második futam 5. hely
- 2023 – Clio Cup Europe – Monza 19. hely és kiesés | Hungaroring 15. és 7. hely
- 2024 – Eset Cup GT Sprint / GTX bajnokság harmadik hely

### Rally
- 2017 – MARB Északi Régió – 1. Bajnok
- 2018 – Magyar Országos Rally2 Bajnokság – 6-os kategória 3. hely – abszolút értékelés 5. hely
- 2019 – Magyar Országos Rally2 Bajnokság – 6-os kategória és abszolút értékelés 2. hely

### Szilveszter Rally
- 2015 H4 2. hely Archiválva 2020. március 2-i dátummal a Wayback Machine-ben
- 2016 H4 1. hely
- 2017 H4 1. hely
- 2018 H7 1. hely
- 2019 H8 1. hely